# Charlotte Sting
Charlotte Sting var en basketklubb i Charlotte i North Carolina i USA som spelade i damligan WNBA. Klubben  grundades 1997 och var ett av de åtta originallagen i WNBA.
Charlotte Sting var aktiva mellan säsongerna 1997 och 2006 och upplöstes år 2007. De spelade sina hemmamatcher i Charlotte Coliseum mellan 1997 och 2005 och i Time Warner Cable Arena mellan 2006 och 2007. Laget var ett så kallat systerlag till först Charlotte Hornets och sedan även till Charlotte Bobcats, båda två NBA-lag.

## Historia
Charlotte Sting's första match i WNBA spelades den 22 juni 1997 borta mot Phoenix Mercury och förlorades med 59-76. Och trots att Charlotte förlorade de tre första matcherna lyckades man att ta sig till slutspelet under premiärsäsongen, men i semifinalen förlorade man mot de blivande mästarna Houston Comets med 54-70. Även under den andra säsongen tog man sig till slutspelet där åter Houston blev för svåra och vann med 2-0 i matcher. Och under sina sex första säsonger i ligan lyckades man ta sig till slutspel fem gånger, och bäst lyckades man säsongen 2001 där man kom fyra i Eastern Conference och först slog ut konferensvinnarna Cleveland Rockers med 2-1 och sedan konferenstvåan New York Liberty med 2-1 innan man ställdes mot Los Angeles Sparks i sin första och enda WNBA-final. Efter att ha förlorat med 66-75 hemma i första matchen var man tvungna att vinna borta, men efter första halvlek låg man under med 30-38 och i den andra halvlek var man chanslösa och Los Angeles vann andra matchen med klara 82-54. 2002 och 2003 förlorade Charlotte redan i första omgången och under sina tre sista säsonger tillhörde man bottenlagen i den östra konferensen.
Den 13 december 2006 överlämnade Bobcats Sport and Entertainments ägare klubben till ligan med hänvisning till dåliga publiksiffror och stora förluster av intäkterna. En investment group från Kansas City visade intresse för att flytta laget till Missouri för att spela i Sprint Center som skulle öppnas under hösten 2007. Trots det intresset ansåg WNBA att det var ett dåligt publikintresse för hela ligan och att Kansas City inte kunde garantera att det skulle bli annorlunda där. Så efter flera månader av förhandlingar tillkännagav Bobcats den 3 januari 2007 att kampanjen att flytta laget till Kansas City hade misslyckats och att klubben upplöstes med omedelbar verkan.